# Zamīn-e Sīāh
Zamīn-e Sīāh (persiska: زمين سياه, زَمينِ سِياه) är en ort i Iran.   Den ligger i provinsen Hormozgan, i den sydöstra delen av landet, 1 000 km sydost om huvudstaden Teheran. Zamīn-e Sīāh ligger 890 meter över havet och antalet invånare är 161.
Terrängen runt Zamīn-e Sīāh är kuperad norrut, men söderut är den platt. Runt Zamīn-e Sīāh är det glesbefolkat, med 15 invånare per kvadratkilometer. Närmaste större samhälle är Ban Gowd-e Aḩmadī, 9,5 km nordväst om Zamīn-e Sīāh. Trakten runt Zamīn-e Sīāh är ofruktbar med lite eller ingen växtlighet.